# Лупа
Вижте пояснителната страница за други значения на Лупа.
Лупата  е оптичен инструмент, състоящ се от двойноизпъкнала леща (или по-рядко комбинация от няколко лещи) и е предназначена за наблюдение на малки предмети, поставени на близко разстояние, по-точно, малко по-малко от фокусното разстояние. Лъчите от изображението попадат в окото под по-голям пространствен ъгъл и се получава увеличаващо действие. Най-значимите параметри на лупата са нейният диаметър и фокусното ѝ разстояние. Най-широка употреба имат във филателията и техниката.
Лупата действа на принципа на създаване на увеличен по размер недействителен образ на предмета зад лещата. Задължително условие е обектът да се намира на разстояние, по-късо от фокусното разстояние на използваната леща. Ако обектът е по-далеч от фокусното разстояние на лещата, образът се появява умален и обърнат и може да бъде използван за проектиране на изображения върху различни плоскости.
Лещата в рамка може да е закрепена на стойка, която да я държи на правилното разстояние от масата, т.е. на правилното разстояние от желания обект на наблюдение. Последното важи, когато обектът е малък, а също така и ако е възможна промяна на височината посредством механизъм. Някои лупи са сгъваеми (с дръжка или стойка).
Шрайб-проекторът се състои от множество лещи във формата на концентрични кръгове, които действат заедно като изпъкнала леща, но са много по-тънки. Такива лещи са известни като френелови лещи. В общия случай те представляват сложно профилирана стъклена или прозрачна пластмасова пластина, върху едната страна на която са образувани участъци с триъгълно (клиноподобно) сечение или множество цилиндрични лещи, фокусиращи или разсейващи светлината по различен начин (подобно на профилираните стъкла на автомобилните фарове).
Съществува специален вид малка лупа от призматичен тип, която се използва от хирурзи, зъболекари, ювелири и часовникари. Типично нейното увеличение е 10 пъти.
Лупата е знаков уред за детективския роман и особено символ, асоцииран с Шерлок Холмс.
Хората със зрителни увреждания са между най-облагодетелстваните от съществуването на лупата и подобен тип увеличителни устройства.

## История

### Лупата на Немруд
Откритие, направено през 1850 г. от археолога сър Джон Лейърд, повдига въпроса за това кой в действителност е използвал първата лупа? По време на поредица от разкопки в днешен Ирак Лейърд открил парче лупа, датиращо отпреди 3000 години. Понастоящем изложено в Британския музей, това парче показва, че първата известна лупа е била използвана по времето на асирийците. Професор Джовани Петинато от Университета в Рим вярва, че тази лупа от кристален кварц, която според него е значително откритие, осветяващо историята на науката, би могла също така да обясни защо древните асирийци са имали толкова големи познания по астрономия, как са открили планетата Сатурн и пръстените около нея.
Най-ранните данни за съществуването на увеличително устройство датира от „Книга за оптиката“, публикувана от арабския учен Ибн ал-Хайтам през 1021 г. След като книгата е преведена на латински, в Англия Роджър Бейкън през 13 век описва свойствата на лупата, което на свой ред е последвано от изобретяването на очилата в Италия през същия период.

## Увеличение
Увеличителната способност на една лупа се определя от разстоянието между очите на наблюдателя и предмета и от разстоянието око-обект. Обикновено лупите се степенуват в зависимост от силата на увеличение. Силата на увеличение е отношението между големината на изображението, проектирано върху ретината, със и без лупа, като за случая без лупа се приема, че обектът е доближен на максималното разстояние до окото, където да не се размива образът му. Тази точка варира при различните хора в зависимост от възрастта им. При дете може да е почти 5 cm, докато при възрастните хора това разстояние може да нарасне до 2 m. Лупите принципно се категоризират, като за еталон се използва стандартна мярка от 25 cm.
Най-голяма сила на увеличение може да бъде постигната, като се местят заедно окото и лещата, за да се постигне най-добрият фокус. При този случай обектът обикновено е близко до лещата. Силата на увеличение, постигната при тези условия, е MP0=¼Φ+1, където Φ е оптичната сила в диоптри, а факторът от ¼ идва от това, че приетото разстояние за най-близка до окото точка е 25 cm. Тази величина за силата на увеличение обикновено се използва за категоризация на увеличителни устройства. Обикновено се обозначава „m×“, където m=MP0.
Не винаги обаче лупите биват употребени по гореописания начин. Много по-удобно е да се доближи лупата по-близо до обекта – на едно фокусно разстояние, като по този начин може да се получи много качествено изображение; фокусът не е особено чувствителен към положението на очите. В този случай силата на увеличение е приблизително MP=¼Φ.
Типичната лупа може да има фокусно разстояние от 25 cm, еквивалентно на оптичната сила на 4 диоптъра. Подобна лупа се продава като лупа с „2×“ увеличение. При същинска употреба наблюдател с „типични“ очи би постигнал увеличение накъде в рамките на 1 и 2, като това зависи от разположението на лещата. По-възрастен човек би бил способен да постигне сила на увеличение от 8 и повече със същата леща, като това се дължи на по-дългото разстояние на най-близка точка до очите.

## Използване като символ
Знакът за лупа (т.е. , или U+1F50D в Unicode: 🔍) обикновено се използва като символично представяне за способността за търсене или увеличаване, особено в компютърен софтуер и уеб сайтове.